# Krivosheinsky (huyện)
Huyện Krivosheinsky (tiếng Nga: ? райо́н) là một huyện hành chính tự quản (raion), của Tỉnh Tomsk, Nga. Huyện có diện tích 4708 km², dân số thời điểm ngày 1 tháng 1 năm 2000 là 17500 người. Trung tâm của huyện đóng ở Krivosheino.